# Кёрстово
Кёрстово (фин. Kerstova) — деревня в Кингисеппском районе Ленинградской области. Входит в состав Опольевского сельского поселения.

## История
Впервые упоминается в Писцовой книге Водской пятины 1500 года как село Керстово в Опольском Воздвиженском погосте в Чюди Ямского уезда.
На карте Ингерманландии А. И. Бергенгейма, составленной по шведским материалам 1676 года, упоминается как деревня Kirstufwa by при мызе Kirstufwa Hoff.
На шведской «Генеральной карте провинции Ингерманландии» 1704 года — как деревня Kirstufva by при мызе Kirstufva Hof.
Как мыза Кистова она обозначена на «Географическом чертеже Ижорской земли» Адриана Шонбека 1705 года.
В 1746 году императрица Елизавета Петровна подарила Керстовскую вотчину в Ямбургском уезде своему духовнику, протоиерею Федору Яковлевичу Дубянскому.
В 1748 году Дубянский построил в селе Керстове деревянную церковь иконы Божией Матери «Всех скорбящих Радость», а к югу от села на пересечении Сойкинского тракта и речки Солки — небольшую усадьбу, поставил на реке мельницу. Поскольку Дубянский был родом с Черниговщины, то новая церковь была построена в стиле казацкого барокко.
После его смерти Керстово унаследовал один из его четверых сыновей — Михаил Фёдорович, бригадир, унтер-егермейстер, потом секунд-майор лейб-гвардии Конного полка, в 1762 году он принимал участие в дворцовом перевороте на стороне Екатерины II.
На карте Санкт-Петербургской губернии Я. Ф. Шмидта 1770 года усадьба и село обозначены как Крестово.
После его смерти в 1776 году село перешло по наследству его жене Наталье Фёдоровне и детям Фёдору, Дмитрию, Александру и Варваре, вышедшей замуж за Василия Николаевича Зиновьева.
После смерти всех остальных совладельцев, к 1825 году единственным владельцем села стал действительный статский советник Александр Михайлович Дубянский. При нём была перестроена родовая усадьба, парк расширен до 5 десятин. Рядом с усадьбой, на Сойкинском тракте, он построил часовню, а Скорбященская церковь в самом селе была перестроена.

КЕРСТОВО — мыза, принадлежит действительному статскому советнику Дубянскому, число жителей по ревизии: 18 м. п., 18 ж. п.;

КЕРСТОВО — село, принадлежит действительному статскому советнику Дубянскому, число жителей по ревизии: 172 м. п., 176 ж. п. (1838 год)

После его смерти в 1843 году село перешло к его племяннику, сыну сестры Варвары Николаю Васильевичу Зиновьеву, будущему генералу от инфантерии, директору Пажеского корпуса, воспитателю сыновей Александра II. Помимо Керстова, он унаследовал от дяди дом на Фонтанке и дачу Богословку, которая стала называться Зиновьевкой. На свои средства он, по проекту архитектора И. И. Буланова, выстроил новую каменную церковь во имя святого Николая Чудотворца, но не в селе, а к югу от усадьбы. Зиновьев был женат на сестре поэта Батюшкова, Ольге Николаевне, но брак их был бездетным. Он обратил село Керстово с деревнями Килли, Фёдоровская и Кикерицы в майорат, и после его смерти оно досталось его племяннику статскому советнику Министерства иностранных дел Степану Степановичу Зиновьеву, который и стал последним владельцем Керстова.
В 1844 году село Керстово насчитывало 67 дворов.
На этнографической карте Санкт-Петербургской губернии П. И. Кёппена 1849 года обозначено село «Kerstowo», расположенное в ареале расселения води. В пояснительном тексте к этнографической карте оно записано как Kerstowa (Село Керстово) и указано количество его жителей на 1848 год: води — 181 м. п., 187 ж. п., савакотов — 2 м. п., 3 ж. п., всего 373 человека.

КЕРСТОВА — село генерал-майора Зиновьева, 10 вёрст по почтовой, а остальное по просёлочной дороге, число дворов — 62, число душ — 160 м. п. (1856 год)

КЕРСТОВО — деревня, число жителей по X-ой ревизии 1857 года: 176 м. п., 171 ж. п., всего 347 чел.

КЕРСТОВО — мыза владельческая при реке Солке, число дворов — 1, число жителей: 10 м. п., 9 ж. п.

КЕРСТОВО — село владельческое при колодцах, число дворов — 70, число жителей: 211 м. п., 216 ж. п.; Церковь православная. Часовня. (1862 год)

- План села Керстово. 1860 год.

В 1860 году село насчитывало 60 крестьянских дворов. На северной окраине села располагалось стрельбище, на южной — «деревня церковнослужителей».
В 1876 году в селе открылась земская школа. Учителем в ней работал Ф. Сазонов.

КЕРСТОВО — деревня, по земской переписи 1882 года: семей — 77, в них 195 м. п., 185 ж. п., всего 380 чел.

В 1869—1886 годах временнообязанные крестьяне деревни Керсты выкупили свои земельные наделы у Н. В. Зиновьева и стали собственниками земли.
Согласно материалам по статистике народного хозяйства Ямбургского уезда 1887 года, мыза Кёрстово площадью 5371 десятина принадлежала дворянину С. С. Зиновьеву, она была приобретена до 1868 года. Мыза вместе с мельницей сдавалась в аренду.

КЕРСТОВО — деревня, число хозяйств по земской переписи 1899 года — 77, число жителей: 197 м. п., 215 ж. п., всего 412 чел.;
 разряд крестьян: бывшие владельческие; народность: русская — 373 чел., финская — 16 чел., эстонская — 16 чел., смешанная — 7 чел.

В начале XIX века Керстово административно относилось ко 2-му стану Ямбургского уезда Санкт-Петербургской губернии, в конце XIX — начале XX века — к Ополицкой волости 1-го стана. Население деревни было смешанным — финско-русским.
По данным «Памятных книжек Санкт-Петербургской губернии» за 1900 и 1905 годы мызой Керстово площадью 5742 десятины, владел статский советник Степан Степанович Зиновьев.
В 1902 году в деревне открылась вторая школа. Учителем в ней работала «госпожа А. Сазонова».
С 1917 по 1923 год деревня Керстово входила в состав Керстовского сельсовета Ополицкой волости Кингисеппского уезда.
С 1923 года в составе Ястребинской волости.
Согласно данным переписи населения СССР 1926 года в селе Керстово проживали 434 человека, большинство русские, а также финны, немцы и латыши.
С февраля 1927 года в составе Кингисеппской волости. С августа 1927 года в составе Кингисеппского района.
В 1928 году население деревни Керстово составляло 494 человека.
- План деревни Кёрстово. 1930 год

Согласно топографической карте 1930 года деревня насчитывала 120 дворов. На северной окраине деревни находилась школа, на южной — две церкви.
По данным 1933 года деревня Керстово являлась административным центром Керстовского сельсовета Кингисеппского района, в который входили 7 населённых пунктов: деревни Керстово, Кикерицы, Киллия, Маллия, Раговицы, Серговицы и хутор Кикерицы, общей численностью населения 1685 человек.
По данным 1936 года в состав Керстовского сельсовета входили 8 населённых пунктов, 337 хозяйств и 5 колхозов.
В 1938 году церковь в селе была закрыта, во время немецкой оккупации в 1942—1945 годах она действовала, затем снова была закрыта, но здание её сохранилось.
Деревня была освобождена от немецко-фашистских оккупантов 31 января 1944 года.
С 1954 года в составе Опольевского сельсовета.
В 1958 году население деревни Керстово составляло 302 человека.
По данным 1966, 1973 и 1990 годов деревня Кёрстово также находилась в составе Опольевского сельсовета Кингисеппского района.
В 1997 году в деревне проживали 194 человека, в 2002 году — 635 человек (русские — 83 %), в 2007 году — 565.

## География
Деревня расположена в восточной части района на автодороге 41К-232 (Гурлёво — Кёрстово).
Расстояние до административного центра поселения — 10 км.
Расстояние до ближайшей железнодорожной платформы Солка — 1 км.

## Демография
| 1862 | 2007 | 2010 | 2017 |
| ---- | ---- | ---- | ---- |
| 427  | ↗565 | ↗594 | ↘349 |

### Национальный состав
Согласно данным Всероссийской переписи населения 2021 года в деревне проживали 584 человека, из них:
 русские — 500 (казаки — 2), чуваши — 5, осетины — 4, таджики — 4, азербайджанцы — 3, татары — 3, лезгины — 2, башкиры — 1, даргинцы — 1, ингуши — 1, кумыки — 1, узбеки — 1, украинцы — 1, другие национальности — 1 человек, остальные национальность не указали.

## Палеогенетика
У образца VIII7 из железного века (75—200 года) определена митохондриальная гаплогруппа H2a1a, у образца VIII9 (75—200 года) определена митохондриальная гаплогруппа U4a2, у образца VII15 (45 год до н. э. — 77 год н. э.) определена митохондриальная гаплогруппа H2a1a и Y-хромосомная гаплогруппа R1a, у образца VII15 (75—200 года) определена митохондриальная гаплогруппа H3h и Y-хромосомная гаплогруппа R1a1c.

## Памятники
Братское захоронение советских воинов, погибших в 1941—1944 годах. Объект культурного наследия регионального значения.
Примечателен также храм Николая Чудотворца, построенный в 1870 году.

## Фото
- Деревня Кёрстово. Фото 1911 года
- Изба в деревне Кёрстово. Фото 1911 года
- Старик-вожанин Василий Михайлович. Кёрстово, 1911 год
- Скорбященская церковь. Фото до 1917 года